# Lawrence Dallaglio
Lorenzo Bruno Nero Dallaglio (10. srpna 1972, Londýn) je bývalý anglický ragbista, který hrál jako vazač a rváček. V roce 2016 byl jmenován do Světové síně slávy ragby. Obdržel Řád britského impéria. S Anglií se na MS 2003 stal mistrem světa (jako jediný odehrál všechny minuty na turnaji) a na MS 2007 skončil druhý. Je také mistrem světa z roku 1993 v sedmičkovém ragby (zatím jen čtyři ragbisté dokázali vyhrát patnáctkové i sedmičkové MS). Čtyřikrát vyhrál Six Nations (1996, 2000, 2001, 2003). Za Anglii si připsal 85 zápasů a položil 17 pětek.
Na klubové úrovni hrál v letech 1990 až 2008 za Wasps. Vyhrál s ním pětkrát anglickou ligu (1997, 2003–2005, 2008), třikrát Powergen cup (vyřazovací soutěž pro kluby z Anglie a Walesu) v letech 1999, 2000 a 2006, dvakrát Evropský pohár mistrů (2004 a 2007) a v roce 2002 Challenge Cup (druhá nejlepší klubová evropská soutěž). Věnuje se charitě a je komentátorem v televizi a v rádiu.